# 胡宏 (官员)
胡宏（1918年—2007年2月17日），四川省璧山县（今重庆市璧山区）人，中华人民共和国地方官员，中共八、十、十一、十二、十三、十四、十五大代表，第十二届中央委员，第六、七届全国人大代表。

## 生平
1937年，由上海至陕北抗日根据地。1938年9月，加入中国共产党。历任山西铁工队工作团团长、山西阳城县委联救会副主任、江苏涟水县二区区委书记、淮阴县张集区区委书记兼大队政委、苏浙区广南县县长、中共宜溧县委副书记、掖县县委书记。
1949年4月26日，胡宏率工作队由镇江抵达南京，28日，组建江宁县人民政府。5月2日，中共江宁县委组成，胡宏为第一任中共江宁县委书记。中华人民共和国建立后，任镇江地委宣传部部长，苏南行政公署卫生处处长，徐州地委书记，中共江苏省委宣传部副部长，江苏省委工业部部长，扬州地委书记，盐城地委副书记、地区革委会副主任，徐州地委书记、地区革委会主任，江苏省委常委、省革委会副主任。
文化大革命期间受到迫害。1977年后，任中共江苏省委书记（非第一书记）、省革委会副主任，江苏省委常务书记，福建省委常务书记兼省第六届人大常委会主任，中共福建省顾问委员会主任，第七届全国人大内务司法委员会委员，福建省老龄工作委员会主任。2007年2月，在福州病逝，享年90岁。